# Black and Yellow
«Black and Yellow» —en español: «Negro y amarillo»— es una canción del rapero estadounidense Wiz Khalifa, perteneciente a su tercer álbum de estudio, Rolling Papers. Fue lanzada el 14 de septiembre de 2010 como el primer sencillo del álbum. Está escrita por Wiz Khalifa y Stargate, y producida por Stargate y Dr. Dre. La canción llegó al número 1 en la Billboard Hot 100, convirtiéndose en el primer número 1 de Wiz Khalifa en los Estados Unidos. El título de la canción se refiere a los colores de Pittsburgh, Pennsylvania, y a los de sus equipos deportivos profesionales.

## Rendimiento en listas
"Black and Yellow" entró en el Billboard Hot el 2 de octubre de 2010, en la posición 100. Salió de la lista la siguiente semana y volvió a entrar en el número 64 el 30 de octubre. El 18 de febrero de 2011, en su decimoctava semana en la lista, la canción llegó al número 1, vendiendo 198.000 copias digitales esa semana. "Black and Yellow" ha vendido 3 millones de copias digitales desde su lanzamiento.

## Videoclip
El videoclip de la canción fue dirigido por Bill Paladino. Fue grabado en Pittsburgh y muestra lugares de interés turístico de la ciudad, incluyendo U.S. Steel Tower, BNY Mellon Center, PPG Place, William Penn Hotel, Citizens Bank Tower, Union Trust Building, One PNC Plaza, K&L Gates Center. El video también ocupa un lugar destacado de los iconos de la ciudad, tales como la Terrible Towel, rally towel para los Acereros de Pittsburgh, y el deporte de la ciudad en general, así como ropa de los Piratas de Pittsburgh. Fue grabado en Chatsworth Avenue, Pittsburgh, PA.

## Lista de canciones y remix oficial
- Descarga digital

1. "Black and Yellow" (Explicit Album Version) - 3:36
2. "Black and Yellow" (G-Mix) (con Juicy J, Snoop Dogg y T-Pain) - 4:35

El remix oficial, Black & Yellow (G-Mix), cuenta con la colaboración de los raperos Juicy J, Snoop Dogg y T-Pain. Wiz Khalifa tiene un nuevo verso en la canción. Este remix se filtró el 12 de diciembre de 2010, aunque fue estrenado oficialmente el 16 de diciembre. El videoclip del remix fue estrenado el 8 de enero de 2011.

## Remakes y freestyles
Muchos remakes se han hecho, la mayoría en homenaje a otros equipos deportivos, en referencia a su respectiva pareja de colores. Algunos de los remakes notables incluyen:
- "Purp & Yellow" por Game, Snoop Dogg, y YG, que representa la versión de Los Angeles Lakers. Este también tienen un remix producido por DJ Skee, con una base musical de rock-instrumentada, un video musical para el remix de DJ Skee ofreció a los artistas así como miembros de los Lakers. Un extended mix fue puesto en libertad al día siguiente, también con Kendrick Lamar, Joe Moisés y Thurzday.
- "Rossonero (Red and Black)" de Denny La Home feat. Jake La Furia - versión italiana realizado por dos raperos italianos. Los colores significan sobre el club de fútbol italiano AC Milan.
- "Green and Yellow", de Lil Wayne, en representación de los Green Bay Packers, que derrotaron a los Acereros de Pittsburgh en el Super Bowl XLV.
- "White and Navy" de Fabolous en representación de la ciudad de Nueva York, y los New York Yankees.

- "Black and Yellow (Mike Tomlin)" por Wale, en referencia al entrenador en jefe de los Steelers, Mike Tomlin.

- "Yeah Carmelo" por Maino, en referencia a Carmelo Anthony de los Knicks de Nueva York.

- "Black and Red" por Jermaine Dupri en representación de los Halcones de Atlanta.

- "Red and Yellow" por Irv da Phenom representación de los Chiefs de Kansas City y Kansas City en general.

- "Black and Yellow (Boston Remix)" por Flem representa el Boston Bruins de la NHL.

- "Black and Orange" de San Quinn representa el Gigantes de San Francisco en su victoria en la Serie Mundial de 2010.

- "White and Purple" por Chet Haze (hijo del actor Tom Hanks), que representa a la Universidad de Northwestern.

- "Black And Yellow" por Tyler Ward y Crew y Cobus, una versión rock.

- "Black and Ghetto" por Serius Jones describe el estilo de vida de ser un gánster americano africano.

- "Green and Purple" por Kritikal que describe el uso de drogas recreativas.

Además, una serie de versiones de freestyles han sido liberados, de los artistas rap. Estos incluyen versiones de Crooked I (que incluía un coro de "embalaje de metal"), Donnis, Young Jeezy, Tyga, y Novi Novak. [13]

## Listas
| Lista (2010-11)                                   | Posición máxima |
| ------------------------------------------------- | --------------- |
| Alemania (Media Control Charts)                   | 35              |
| Alemania Airplay Chart                            | 91              |
| Australia (ARIA)                                  | 24              |
| Australia (ARIA Urban Singles)                    | 9               |
| Bélgica (Ultratip Flandes)                        | 2               |
| Bélgica (Ultratip Valonia)                        | 46              |
| Canadá (Canadian Hot 100)                         | 7               |
| Dinamarca (Tracklisten)                           | 12              |
| Eslovaquia (IFPI)                                 | 26              |
| Finlandia (Mitä hittiä)                           | 2               |
| Francia (SNEP)                                    | 38              |
| Irlanda (IRMA)                                    | 14              |
| Nueva Zelanda (RIANZ)                             | 21              |
| Países Bajos (Dutch Top 40)                       | 44              |
| Reino Unido Singles (The Official Charts Company) | 5               |
| Reino Unido R&B (The Official Charts Company)     | 2               |
| República Checa (IFPI)                            | 35              |
| Suecia (Sverigetopplistan)                        | 28              |
| Suiza (Media Control Charts)                      | 44              |
| EE. UU. Pop Songs (Billboard)                     | 18              |
| EE. UU. Billboard Hot 100                         | 1               |
| EE. UU. Rap Songs (Billboard)                     | 1               |
| EE. UU. Hot R&B/Hip-Hop Songs (Billboard)         | 6               |